# LOSC Lille 2020-2021
Questa voce raccoglie le informazioni riguardanti il LOSC Lille nelle competizioni ufficiali della stagione 2020-2021.

## Maglie e sponsor
| Casa | Trasferta | Terza divisa |

Sponsor ufficiale: Boulanger
Fornitore tecnico: New Balance

## Rosa
In corsivo i calciatori ceduti durante la stagione
| N. |                        | Ruolo | Calciatore            |
| -- | ---------------------- | ----- | --------------------- |
| 1  | Grecia (bandiera)      | P     | Orestīs Karnezīs      |
| 2  | Turchia (bandiera)     | D     | Mehmet Zeki Çelik     |
| 3  | Portogallo (bandiera)  | D     | Tiago Djaló           |
| 5  | Paesi Bassi (bandiera) | D     | Sven Botman           |
| 6  | Portogallo (bandiera)  | D     | José Fonte (capitano) |
| 7  | Francia (bandiera)     | A     | Jonathan Bamba        |
| 8  | Portogallo (bandiera)  | C     | Xeka                  |
| 9  | Canada (bandiera)      | A     | Jonathan David        |
| 10 | Francia (bandiera)     | A     | Jonathan Ikoné        |
| 11 | Brasile (bandiera)     | A     | Luiz Araújo           |
| 12 | Turchia (bandiera)     | C     | Yusuf Yazıcı          |
| 15 | Messico (bandiera)     | C     | Eugenio Pizzuto       |
| 16 | Francia (bandiera)     | P     | Mike Maignan          |

| N. |                        | Ruolo | Calciatore        |
| -- | ---------------------- | ----- | ----------------- |
| 17 | Turchia (bandiera)     | A     | Burak Yılmaz      |
| 18 | Portogallo (bandiera)  | C     | Renato Sanches    |
| 19 | Francia (bandiera)     | A     | Isaac Lihadji     |
| 21 | Francia (bandiera)     | C     | Benjamin André    |
| 22 | Stati Uniti (bandiera) | A     | Timothy Weah      |
| 23 | Francia (bandiera)     | A     | Fadiga Ouattara   |
| 24 | Francia (bandiera)     | C     | Boubakary Soumaré |
| 25 | Francia (bandiera)     | D     | Adama Soumaoro    |
| 26 | Francia (bandiera)     | C     | Jérémy Pied       |
| 27 | Senegal (bandiera)     | C     | Cheikh Niasse     |
| 28 | Mozambico (bandiera)   | D     | Reinildo Mandava  |
| 29 | Croazia (bandiera)     | D     | Domagoj Bradarić  |
| 30 | Francia (bandiera)     | P     | Lucas Chevalier   |

## Calciomercato

### Sessione estiva(dal 1º luglio al 31 agosto)
| Acquisti | Acquisti         | Acquisti              | Acquisti                  |
| R.       | Nome             | da                    | Modalità                  |
| -------- | ---------------- | --------------------- | ------------------------- |
| P        | Orestis Karnezis | Napoli                | [ 3 ]                     |
| D        | Sven Botman      | Jong Ajax             | [ 4 ]                     |
| C        | Eugenio Pizzuto  | Pachuca               | [ 5 ]                     |
| C        | Capita           | Trofense              | [ 6 ]                     |
| C        | Angel Gomes      | Manchester Utd        | [ 7 ]                     |
| A        | Isaac Lihadji    | Olympique Marsiglia 2 | [ 8 ]                     |
| A        | Burak Yılmaz     | Beşiktaş              | [ 9 ]                     |
| A        | Jonathan David   | Gent                  | definitivo (30 milioni €) |
| A        | Luigi Liguori    | Napoli                | [ 11 ]                    |
| A        | Ciro Palmieri    | Napoli                | [ 11 ]                    |

| Cessioni         | Cessioni            | Cessioni         | Cessioni                                                 |
| R.               | Nome                | a                | Modalità                                                 |
| ---------------- | ------------------- | ---------------- | -------------------------------------------------------- |
| D                | Júnior Alonso       | Atlético Mineiro | svincolato (3 milioni €)                                 |
| D                | Gabriel             | Arsenal          | definitivo (30 milioni €)                                |
| C                | Nicolás Gaitán      |                  | svincolato                                               |
| A                | Loïc Rémy           |                  | svincolato                                               |
| A                | Victor Osimhen      | Napoli           | definitivo (50 milioni € + 10 milioni di € in variabili) |
| Altre operazioni |                     |                  |                                                          |
| R.               | Nome                | a                | Modalità                                                 |
| P                | Hervé Koffi         | R.E. Mouscron    | fine prestito                                            |
| D                | Kouadio-Yves Dabila | R.E. Mouscron    | fine prestito                                            |
| C                | Darly N'Landu       | R.E. Mouscron    | fine prestito                                            |
| C                | Capita              | R.E. Mouscron    | fine prestito                                            |
| C                | Angel Gomes         | Boavista         | fine prestito                                            |
| A                | Luigi Liguori       | Fermana          | fine prestito                                            |
| A                | Ciro Palmieri       | Fermana          | fine prestito                                            |

## Risultati

### Ligue 1

#### Girone d'andata
| Arbitro: | Turpin |

|           |           |              |
| Bamba 40’ | Marcatori | 74’ Da Silva |

| Arbitro: | Frappart |

|  |           |           |
|  | Marcatori | 32’ Bamba |

| Arbitro: | Pignard |

|            |           |  |
| Araújo 88’ | Marcatori |  |

| Arbitro: | Ben El Hadj |

|             |           |            |
| Germain 85’ | Marcatori | 47’ Araújo |

| Arbitro: | Delajod |

|                                      |           |  |
| Pallois 43’ (aut.) Yılmaz 87’ (rig.) | Marcatori |  |

| Arbitro: | Lesage |

|  |           |                                     |
|  | Marcatori | 21’ Çelik 53’ R. Sanches 68’ Yılmaz |

| Arbitro: | Letexier |

|                                           |           |  |
| Yılmaz 11’ Bamba 47’ Ikoné 69’ Yazıcı 79’ | Marcatori |  |

| Arbitro: | Schneider |

|             |           |            |
| Dolberg 50’ | Marcatori | 58’ Yılmaz |

| Arbitro: | Lesage |

|           |           |                  |
| Bamba 22’ | Marcatori | 41’ (aut.) Çelik |

| Arbitro: | Batta |

|                                            |           |                          |
| Pierre-Gabriel 15’ Perraud 19’ Cardona 42’ | Marcatori | 45+3’ (rig.), 57’ Yılmaz |

| Arbitro: | Delajod |

|                                      |           |  |
| Yazıcı 29’, 51’ Araújo 57’ David 90’ | Marcatori |  |

| Arbitro: | Bastien |

|                   |           |           |
| Khazri 33’ (rig.) | Marcatori | 65’ Ikoné |

| Arbitro: | Brisard |

|                      |           |              |
| David 53’ Yazıcı 65’ | Marcatori | 90’ Pellegri |

| Arbitro: | Wattellier |

|                     |           |           |
| Bamba 17’ Fonte 45’ | Marcatori | 29’ Bašić |

| Arbitro: | El Hadj |

|  |           |                          |
|  | Marcatori | 19’ Yazıcı 90+3’ T. Weah |

| Villeneuve d'Ascq 20 dicembre 2020, ore 21:00 CET 16ª giornata | Lilla    | 0 – 0 referto | Paris Saint-Germain | Stadio Pierre Mauroy\| Arbitro: \| Letexier \| |
| Arbitro:                                                       | Letexier |               |                     |                                                |

| Arbitro: | Turpin |

|                        |           |                                         |
| Laborde 57’ Delort 70’ | Marcatori | 23’ T. Weah 68’ (rig.) Ikoné 86’ Yılmaz |

| Arbitro: | Letexier |

|            |           |                |
| Yılmaz 42’ | Marcatori | 5’, 10’ Thomas |

| Arbitro: | Brisard |

|  |           |            |
|  | Marcatori | 29’ Yılmaz |

#### Girone di ritorno
| Arbitro: | Millot |

|                 |           |            |
| Bamba 48’ David | Marcatori | 36’ Zeneli |

| Arbitro: | Wattellier |

|  |           |           |
|  | Marcatori | 16’ David |

| Arbitro: | Pignard |

|            |           |  |
| Yazıcı 29’ | Marcatori |  |

| Arbitro: | Lesage |

|  |           |                                  |
|  | Marcatori | 54’ Yazıcı 66’ T. Weah 89’ David |

| Arbitro: | Frappart |

|  |           |               |
|  | Marcatori | 9’, 83’ David |

| Lilla 14 febbraio 2021, ore 17:00 CET 25ª giornata | Lilla   | 0 – 0 referto | Brest | Stadio Pierre Mauroy (0 spett.)\| Arbitro: \| Dechepy \| |
| Arbitro:                                           | Dechepy |               |       |                                                          |

| Arbitro: | Frappart |

|              |           |                                                         |
| Hergault 23’ | Marcatori | 21’ (aut.) Gravillon 38’ Fonte 59’ Ikoné 90+1’ Bradarić |

| Arbitro: | Brisard |

|           |           |             |
| Fonte 86’ | Marcatori | 36’ Ajorque |

| Arbitro: | Turpin |

|                  |           |  |
| David 90’, 90+2’ | Marcatori |  |

| Fontvieille 14 marzo 2021, ore 17:05 CET 29ª giornata | Monaco   | 0 – 0 referto | Lilla | Stade Louis II\| Arbitro: \| Frappart \| |
| Arbitro:                                              | Frappart |               |       |                                          |

| Arbitro: | Schneider |

|          |           |                     |
| Xeka 20’ | Marcatori | 12’ Koné 45’ Ripart |

| Arbitro: | Bastien |

|  |           |           |
|  | Marcatori | 20’ David |

| Arbitro: | Turpin |

|  |           |                      |
|  | Marcatori | 60’ Yılmaz 89’ Çelik |

| Arbitro: | Millot |

|            |           |            |
| Araújo 85’ | Marcatori | 21’ Delort |

| Arbitro: | Letexier |

|                              |           |                             |
| Slimani 20’ Fonte 35’ (aut.) | Marcatori | 45+1’, 85’ Yılmaz 60’ David |

| Arbitro: | Delerue |

|                      |           |  |
| Yılmaz 13’ Çelik 56’ | Marcatori |  |

| Arbitro: | Turpin |

|  |           |                                 |
|  | Marcatori | 4’ (rig.), 40’ Yılmaz 60’ David |

| Lilla 16 maggio 2021, ore 21:00 CEST 37ª giornata | Lilla   | 0 – 0 | Saint-Étienne | Stadio Pierre Mauroy\| Arbitro: \| Brisard \| |
| Arbitro:                                          | Brisard |       |               |                                               |

| Arbitro: | Bastien |

|               |           |                               |
| Fulgini 90+1’ | Marcatori | 10’ David 45+1’ (rig.) Yılmaz |

### Coppa di Francia
| Arbitro: | Delajod |

|  |           |               |
|  | Marcatori | 15’ A. Camara |

| Arbitro: | Millot |

|            |           |                                            |
| Pollet 87’ | Marcatori | 9’ (aut.) Durimel 71’ Xeka 84’ (aut.) Lopy |

| Arbitro: | Delajod |

|                                    |           |  |
| Icardi 9’ Mbappé 41’ (rig.), 90+3’ | Marcatori |  |

### UEFA Europa League

#### Fase a gironi
| Arbitro: | Duje Strukan |

|            |           |                                  |
| Dočkal 47’ | Marcatori | 45+1’, 60’, 75’ Yazıcı 66’ Ikoné |

| Arbitro: | Aleksandar Stavrev |

|                     |           |                      |
| Çelik 67’ Ikoné 75’ | Marcatori | 28’, 33’ Elyounoussi |

| Arbitro: | Bartosz Frankowski |

|  |           |                             |
|  | Marcatori | 22’ (rig.), 55’, 58’ Yazıcı |

| Arbitro: | Craig Pawson |

|           |           |                |
| Bamba 65’ | Marcatori | 46’ Castillejo |

| Arbitro: | Javier Estrada Fernández |

|                 |           |               |
| Yılmaz 80’, 84’ | Marcatori | 71’ Krejčí II |

| Arbitro: | Fabio Verissimo |

|                                              |           |                    |
| Jullien 22’ McGregor 28’ (rig.) Turnbull 75’ | Marcatori | 24’ Ikoné 71’ Weah |

#### Fase ad eliminazione diretta
| Arbitro: | Ivan Kružliak |

|          |           |                              |
| Weah 72’ | Marcatori | 87’ (rig.) Tadić 89’ Brobbey |

| Arbitro: | William Collum |

|                        |           |                   |
| Klaassen 15’ Neres 88’ | Marcatori | 78’ (rig.) Yazıcı |

## Statistiche
| Competizione     | Punti | Totale | Totale | Totale | Totale | Totale | Totale |    |
| Competizione     | Punti | G      | V      | N      | P      | Gf     | Gs     | DR |
| ---------------- | ----- | ------ | ------ | ------ | ------ | ------ | ------ | -- |
| Ligue 1          | 83    | 38     | 24     | 11     | 3      | 64     | 23     | 41 |
| Coppa di Francia | -     | 3      | 2      | 0      | 1      | 4      | 4      | 0  |
| Europa League    | 11    | 8      | 3      | 2      | 3      | 16     | 12     | 4  |
| Totale           |       | 49     | 29     | 13     | 7      | 84     | 39     | 45 |